# Škoda Kushaq
Le Škoda Kushaq est un crossover urbain produit par le constructeur automobile Škoda à partir de 2021 en Inde et destiné au marché local indien.

## Présentation

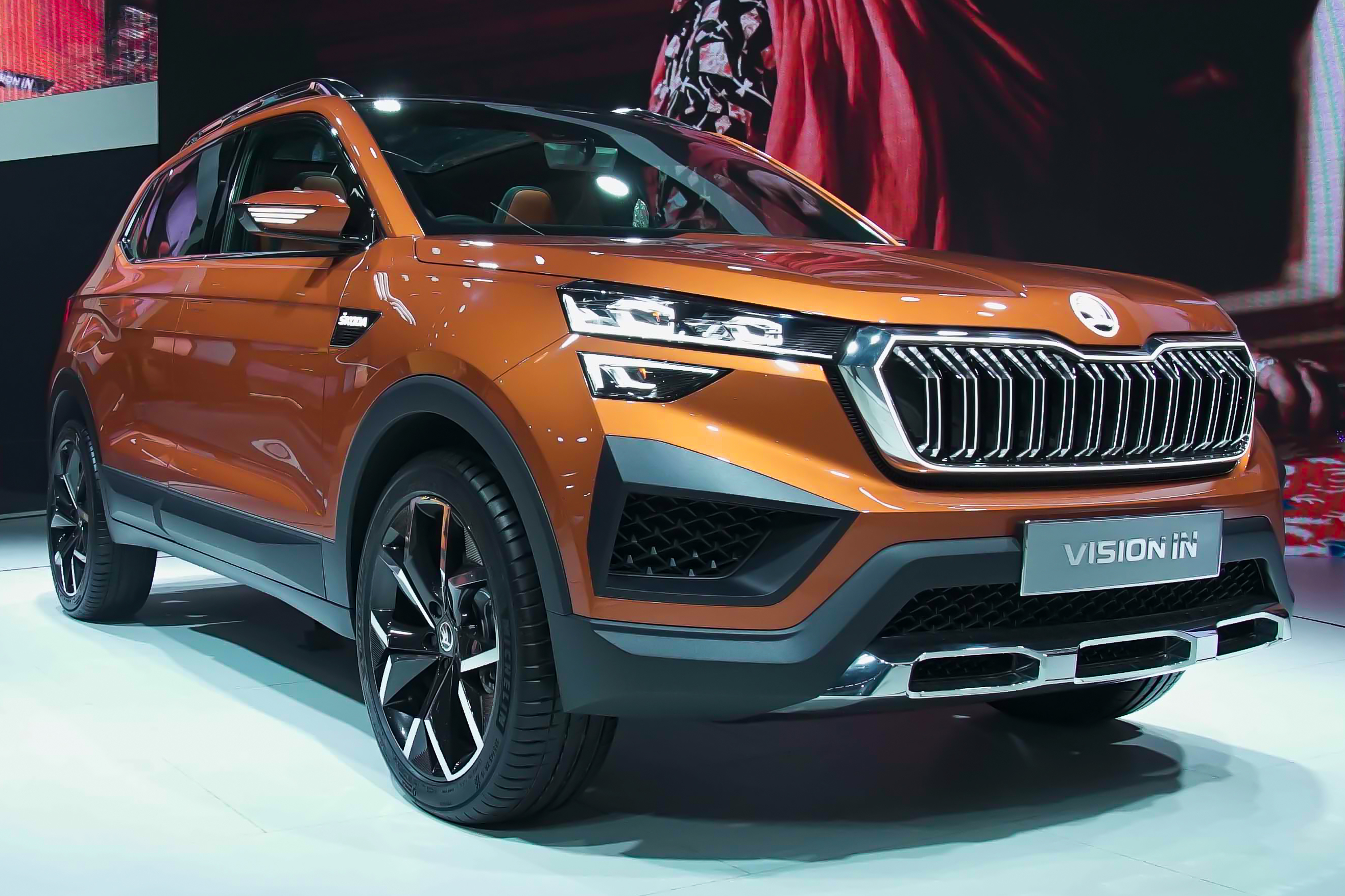
Vue de l'avant

Le Škoda Kushaq est présenté le 18 mars 2021. Son nom dérive du mot « Kushak » qui signifie « roi » ou « empereur » en Inde.

## Caractéristiques techniques
Le crossover Kushaq repose sur la plateforme technique Volkswagen MQB-A0-IN.

### Motorisations
Le Kushaq est proposé avec des moteurs essence 1,0 litre et 1,5 litre, associés à des boîtes manuelle ou automatique à 6 rapports ou à double embrayage (DSG) à sept rapports.

## Concept car
Le Škoda Kushaq est préfiguré par le concept car Škoda  Vision IN présenté au salon automobile de New Delhi en 2020.